# 웨이크업 콜
웨이크업 콜(영어: wake-up call), 알람 콜(영어: alarm call), 또는 모닝콜(일본어식 영어: morning call)은 일반적으로 아침에 잠에서 깨는 것을 목적으로 주로 호텔이나 여관 등의 숙박 시설에서 지정된 시간에 전화를 걸어주는 서비스이다. 담당자가 전화로 직접 신청을 받거나 전화기 버튼으로 시간을 지정하여 신청을 받는 경우가 있다. 자명종을 객실에 비치하여 따로 모닝콜 서비스를 하지 않는 곳도 많다. 서비스로서의 모닝콜과 유사하게, 현재 출시되는 대부분의 휴대 전화에는 지정하는 날짜, 요일, 시간에 맞추어 전화벨을 울려 주는 모닝콜 기능이 있다.